# Haltepunkt Dortmund-Hoesch
Der Haltepunkt Dortmund-Hoesch ist ein ehemaliger Haltepunkt in Dortmund an der Bahnstrecke Dortmund–Gronau der historischen Dortmund-Gronau-Enscheder Eisenbahn, gut drei Streckenkilometer nordöstlich des Dortmunder Hauptbahnhofs.

## Geschichte

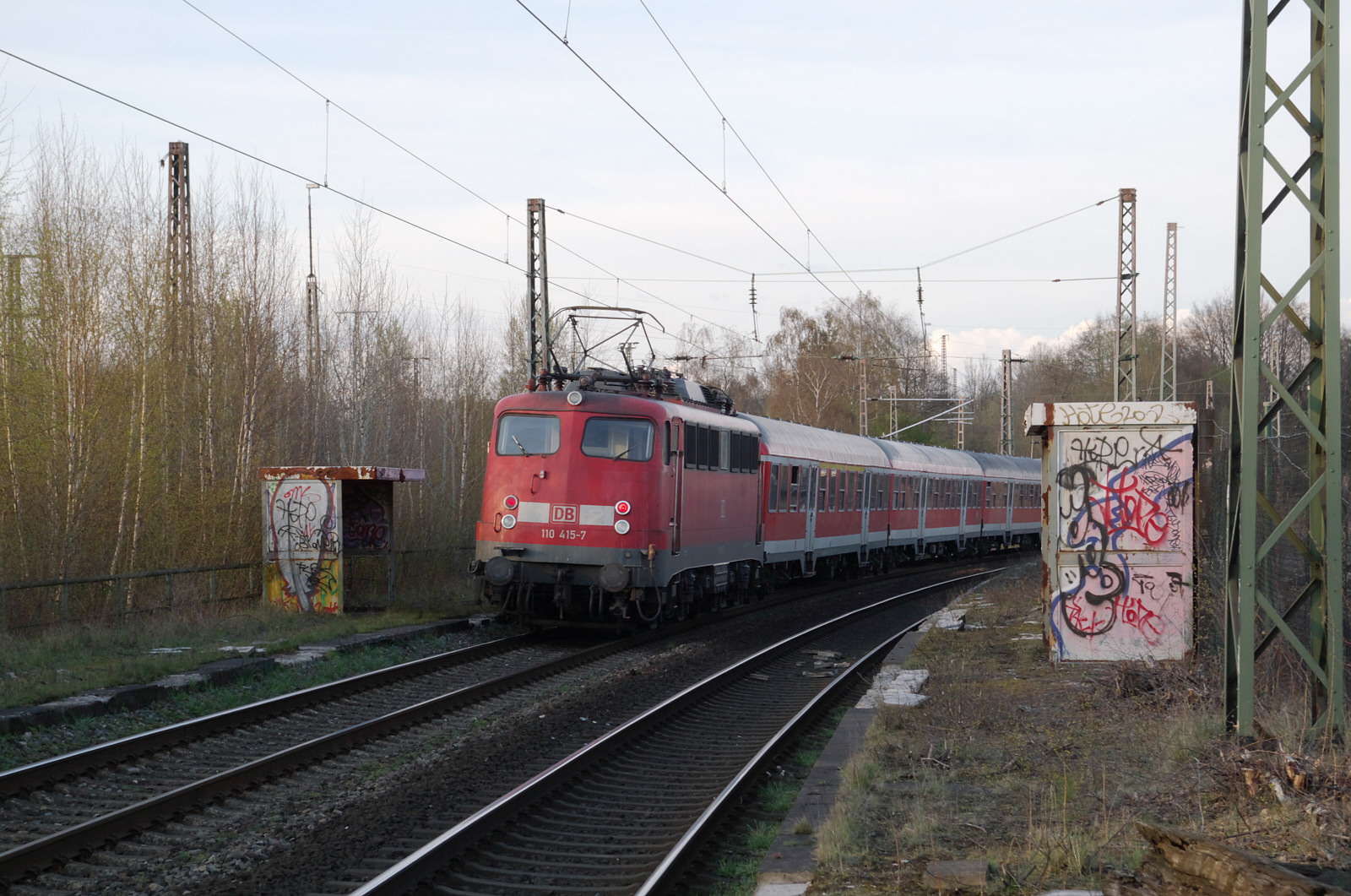
Ein Nahverkehrszug in Richtung Lünen

Kurz nach dem Zweiten Weltkrieg wurde der Personenverkehr zunächst am Bahnhof Dortmund-Eving (internes Kürzel EDEV) aufgenommen. Aber schon 1946/47 wurde der Personenverkehr um nicht einmal 100 Streckenmeter zum neugeschaffenen Haltepunkt (internes Kürzel EDHO) auf dem Werksgelände der Hoesch Westfalenhütte verlegt. Dieser neue Haltepunkt diente ausschließlich dazu, in Hochzeiten einen Teil der bis zu 25.000 Beschäftigten der Hütte zu ihren Arbeitsplätzen zu bringen.
Der Personenverkehr wurde am 31. Mai 1992 eingestellt und der Haltepunkt knapp ein Jahr später am 23. Mai 1993 aufgehoben. Dessen ungeachtet war er noch im Jahre 2000 auf der Streckenkarte der Deutschen Bahn eingezeichnet, die Reste der beiden Seitenbahnsteige sind auch heute noch gut zu erkennen.